# Atimiliopsis ochripennis
Atimiliopsis ochripennis là một loài bọ cánh cứng trong họ Cerambycidae.